# Felicià de Cordelles i Ramanyer
Felicià de Cordelles i Ramanyer (Barcelona, segle XVII - segle xviii) fou senyor de Mura i una figura destacada en la política catalana i barcelonina de finals del segle xvii i principis del segle xviii.

## Biografia

### Família
Era fill de Galcerà de Cordelles i de Vilar, (+ 1677) Sr. de Mura i Castellnou de Bages, Conseller Tercer de Barcelona i de Rosalea de Ramanyer (El 1652 Galcerà heretà els títols de Mura i Castellnou de Bages per la mort del seu germà Dídac sense descendència). Era net de Felicià de Cordelles i de Peguera, Noble, Sr. de Mura i de Caterina Vilar. Era besnet d'Alexandre de Cordelles i d'Homs, i de Isabel de Peguera i de Gaver, Sra de St. Martí de Mura, Saló i Castellnou de Bages i Quadra de Saltells.
Tenia set germans: Miquel de Cordelles i Ramanyer, Jaume de Cordelles i Ramanyer, Francesc de Cordelles i Ramanyer, Isabel de Cordelles i Ramanyer, Maria Teresa de Cordelles i Ramanyer  Gayetana Cordelles i Ramanyer i Mª Gracia de Cordelles i Ramanyer
El 1653 casà amb Jerònima Vila, vídua de Joan de Guinart.
La seva filla i pubilla, Isabel de Cordelles i Guinard (n.19-1-1666) es casà amb Josep de Copons i de Esquerrer (n. 12-1-1653, +1738), 6é Sr. de Malmercat, Marqués de Malmercat per Carles III d'Àustria el 5/7/1707

### Membre destacat de la burgesia barcelonina
Era el patró del Col·legi de Cordelles (el nom complet era Imperial i Reial Seminari de Nobles de Cordelles) que venia a ser el centre universitari privat de Barcelona. Un avantpassat seu, el Canonge Jaume Cordelles i Oms, havia estat el 79è President de la Generalitat de Catalunya
El 1683 era oïdor i fou Insaculat per a diputat militar. El 1697, durant la Guerra dels 9 Anys contra França, va ser membre de la Junta de Defensa de Barcelona.
L'onze de novembre de 1700 s'escollí una comissió de 27 prohoms, 9 per cadascun dels Tres Comuns, a fi de conferenciar. El Felicià era un dels escollits.
Participà en les Corts de 1701-1702 
L'onze de desembre de 1701 fou un dels firmants del Dissentiment General presentat per En Pere de Torrelles i Sentmenat, quedant bloquejades les Corts.
Com a Protector del Braç Militar va ser un dels 6 jutges del Tribunal de Contrafaccions que començà a funcionar el 25 de setembre de 1702. Aquest tribunal, que instruïa causes sobre assumptes que anaven contra les Constitucions, havia estat una de les reivindicacions constants dels comuns a les successives Corts i no s'aconseguí fins a les Corts de 1701-02.
Va ser membre habitual de la Conferència dels Tres Comuns (Braç Militar, Diputació i Consell de Cent), organisme que adquirí un paper clau en la vida política del país.

### Dirigent de la revolta contra els Borbons
Fou uns dels membres de l'aristocràcia catalana implicat en el complot per a preparar la sublevació militar de Catalunya contra els Borbons.
La seva germana, Isabel de Cordelles i Ramanyer estava casada amb el Comte Georg Ignaz de Tattenbach, que com a Tinent General va comandar la defensa de Girona front les tropes borbòniques.
En el primer intent de sublevació, l'any 1704, fou un dels qui rebé carta del Príncep Jordi de Hessen-Darmstadt instant a l'aixecament. El 1705 fou un dels prohoms catalans que reberen cartes de l'Almirall de Castella i de l'Arxiduc Carles d'Àustria. En contacte amb l'Arxiduc d'Àustria, aleshores resident encara a Lisboa, quan es produí l'aixecament militar austriacista de 1705 es dirigí cap a Vic per unir-se a les forces vigatanes.
El 1705 de resultes del seu desterrament, es refugià a Montserrat amb altres membres de l'aristocràcia militar catalana. Durant el Setge Austriacista de Barcelona, a instàncies del Príncep Jordi de Hessen-Darmstadt, aquests nobles austriacistes passaren a retre obediència a Carles III davant de Barcelona.
Quant es produí el desembarcament de l'arxiduc d'Àustria, va retornar a Barcelona on li reté homenatge. El 18 de setembre de 1705 fou un dels 8 membres de la Junta de Cavallers del Braç Militar de Catalunya (govern provisional austriacista de Catalunya) nomenada per Carles III.

### Una nissaga austriacista
A Catalunya el cognom Cordelles era sinònim d'austriacista. Dos dels seus germans, Miquel de Cordelles i Ramanyer i Jaume de Cordelles i Ramanyer, van ser militars destacats del vàndal austriacista. L'abat de Sta. Maria de Gerri, Francesc de Cordelles i Ramanyer, va ser un dels dirigents més significats del clergat austriacista i Isabel de Cordelles i Ramanyer casà amb el Comte Georg Ignaz de Tattenbach, militar al servei de l'Arxiduc. El seu gendre Josep de Copons i de Esquerrer formà part a la defensa del Pallars contra les tropes borbòniques i el germà del seu gendre, Plàcid de Copons i de Esquerrer era un significat jurista i polític de la causa austriacista. La majoria d'ells apareixerien a la llista negra borbònica de "Sujetos que más se demostraron en las conmociones de Cataluña a favor del archiduque", 

### Ennobliment per l'Arxiduc d'Àustria
Participà en les Corts de 1705-06 que proclamaren l'arxiduc d'Àustria nou comte de Barcelona. Aquest li atorgà el títol de comte i el 1706 fou elevat a marquès de Sant Martí de Mura.

### Partidari de la "Guerra a Ultrança"
El 1712, fou un dels Nobles i Jutges del Reial Senat nomenats per assistir a Milord Argyll en el trànsit de les tropes angleses des del camp de Cervera fins a les costes de Vilanova, Sitges i d'altres indrets. El 24 de novembre de 1712 fou un dels tres escollits per conferenciar amb els tres designats per la cort: el comte Stampa, Domingo Aguirre i Josep Moret.
A partir de 1713 fou membre habitual de la Conferència dels Tres Comuns, (Braç Militar, Diputació i Consell de Cent), organisme que adquirí un paper clau en la vida política del país.
Com a membre del Braç Militar de Catalunya, assistí a la Junta de Braços de 1713 que decidí la "Guerra a Ultrança". Formà part de les Juntes de Govern durant tot el Setge de Barcelona i l'11 de setembre de 1714 es trobava amb l'espasa a la mà quan l'ordre de capitulació fou decretada. Els filipistes li confiscaren tots els béns.
Apareix en la llista de "Sujetos que más se demostraron en las conmociones de Cataluña a favor del archiduque", en la que es determinava el producte líquid de les seves propietats confiscades. Els castellans li confiscaren tots els béns.
Després de la rendició de Barcelona i Cardona es perdé el rastre de Felicià i els seus germans.